# 胆碱

羟乙基三甲基铵正离子，X^{−}为保持中性的抗衡离子。

胆碱（英語：Choline），是一种构成细胞膜磷脂質的重要营养素，也是人體合成甘胺酸的原料之一，广泛存在于各种食物中。1864年由 Andreas Strecker 从猪胆汁中首先分离出来，1866年被化学合成。体内的胆碱有很大一部分来源于食物。它在大肠中被分解为三甲胺。胆碱以往被归为维生素B之一，但目前认为它是具有氨基酸样代谢的营养素。
胆碱被視為有助對人類腦部發展和記憶，膽素是神經傳導物質乙醯膽鹼的先質，參與肌肉控制、腦部記憶等功能。